# Circonscription de Savonie-Carélie
La circonscription de Savonie-Carélie (finnois : Savo-Karjalan vaalipiiri) est l'une des 13 circonscriptions électorales pour les élections parlementaires en Finlande. 

## Présentation
La circonscription couvre les régions de Carélie du Nord et de Savonie du Nord, qui correspondent aux villes suivantes : Iisalmi, Ilomantsi, Joensuu, Juuka, Kaavi, Keitele, Kitee, Kiuruvesi, Kontiolahti, Kuopio, Lapinlahti, Leppävirta, Lieksa, Liperi, Nurmes, Outokumpu, Pielavesi, Polvijärvi, Rautalampi, Rautavaara, Rääkkylä, Siilinjärvi, Sonkajärvi, Suonenjoki, Tervo, Tohmajärvi, Tuusniemi, Valtimo, Varkaus, Vesanto et Vieremä.
Elle fut créée en 2013, par la fusion des circonscriptions de Savonie du Nord et de Carélie du Nord, à temps pour les élections de 2015.

## Sièges en 2015 et 2019
| Parti                                    | 2015 | 2019 |
| Parti de la coalition nationale (Kok.)   | 2    | 2    |
| Chrétiens-démocrates (KD)                | 1    | 1    |
| Parti du centre (Kesk.)                  | 6    | 4    |
| Vrais Finlandais (PS)                    | 3    | 3    |
| Ligue verte (Vihr.)                      | 1    | 1    |
| Parti social-démocrate de Finlande (SDP) | 2    | 3    |
| Alliance de gauche (Vas.)                | 1    | 1    |
| Total                                    | 16   | 15   |

## Députés élus 2019–2023
Les députés élus pour la législature 2019–2023 sont,:
- Sanna Antikainen (PS)
- Markku Eestilä (Kok.)
- Seppo Eskelinen (SDP)
- Sari Essayah (KD)
- Hannakaisa Heikkinen (Kesk.)
- Hannu Hoskonen (Kesk.)
- Hanna Huttunen (Kesk.)
- Marko Kilpi (Kok.)
- Krista Mikkonen (Vihr.)
- Merja Mäkisalo-Ropponen (SDP)
- Minna Reijonen (PS)
- Matti Semi (Vas.)
- Anu Vehviläinen (Kesk.)
- Tuula Väätäinen (SDP)
- Jussi Wihonen (PS)

## Résultats

### Années 2020

#### 2023
| Parti                  | Parti                                    | Voix    | %     | +/-  | Sièges | +/-           |
| ---------------------- | ---------------------------------------- | ------- | ----- | ---- | ------ | ------------- |
|                        | Parti des Finlandais (PS)                | 44 961  | 20,04 | 1,99 | 3      | en stagnation |
|                        | Parti du centre (Kesk)                   | 44 204  | 19,70 | 3,08 | 3      | 1             |
|                        | Parti social-démocrate de Finlande (SDP) | 42 903  | 19,12 | 1,84 | 3      | en stagnation |
|                        | Parti de la coalition nationale (Kok)    | 36 692  | 16,35 | 3,85 | 3      | 1             |
|                        | Chrétiens-démocrates (KD)                | 22 023  | 9,82  | 1,97 | 1      | en stagnation |
|                        | Ligue verte (Vihr)                       | 12 701  | 5,66  | 3,98 | 1      | en stagnation |
|                        | Alliance de gauche (Vas)                 | 12 266  | 5,47  | 1,71 | 1      | en stagnation |
|                        | Mouvement maintenant (LN)                | 4 687   | 2,09  | 0,63 | 0      | en stagnation |
|                        | Alliance pour la liberté (VL)            | 1 645   | 0,73  | Nv.  | 0      | en stagnation |
|                        | Autres                                   | 2 275   | 1,01  | -    | 0      | -             |
|                        |                                          |         |       |      |        |               |
| Votes valides          | Votes valides                            | 224 357 | 99,61 |      |        |               |
| Votes invalides        | Votes invalides                          | 887     | 0,39  |      |        |               |
| Total                  | Total                                    | 225 244 | 100   | -    | 15     | en stagnation |
| Abstentions            | Abstentions                              | 118 643 | 34,50 |      |        |               |
| Inscrits/Participation | Inscrits/Participation                   | 343 887 | 65,50 |      |        |               |

### Années 2010

#### 2019
| Parti                  | Parti                                    | Voix    | %     | +/-  | Sièges | +/-           |
| ---------------------- | ---------------------------------------- | ------- | ----- | ---- | ------ | ------------- |
|                        | Parti du centre (Kesk)                   | 50 459  | 22,78 | 9,76 | 4      | 2             |
|                        | Parti des Finlandais (PS)                | 39 996  | 18,05 | 1,64 | 3      | en stagnation |
|                        | Parti social-démocrate de Finlande (SDP) | 38 274  | 17,28 | 1,31 | 3      | 1             |
|                        | Parti de la coalition nationale (Kok)    | 27 699  | 12,50 | 0,98 | 2      | en stagnation |
|                        | Ligue verte (Vihr)                       | 21 362  | 9,64  | 2,91 | 1      | en stagnation |
|                        | Chrétiens-démocrates (KD)                | 17 389  | 7,85  | 1,59 | 1      | en stagnation |
|                        | Alliance de gauche (Vas)                 | 15 908  | 7,18  | 1,30 | 1      | en stagnation |
|                        | Réforme bleue (SIN)                      | 4 128   | 1,86  | Nv.  | 0      | en stagnation |
|                        | Mouvement maintenant (LN)                | 3 425   | 1,46  | Nv.  | 0      | en stagnation |
|                        | Autres                                   | 2 889   | 1,30  | -    | 0      | -             |
|                        |                                          |         |       |      |        |               |
| Votes valides          | Votes valides                            | 221 529 | 99,44 |      |        |               |
| Votes invalides        | Votes invalides                          | 1 240   | 0,56  |      |        |               |
| Total                  | Total                                    | 222 769 | 100   | -    | 15     | 1             |
| Abstentions            | Abstentions                              | 117 458 | 34,52 |      |        |               |
| Inscrits/Participation | Inscrits/Participation                   | 340 227 | 65,48 |      |        |               |

#### 2015
| Parti                  | Parti                                    | Votes   | %     | +/-  | Sièges | +/-           |
| ---------------------- | ---------------------------------------- | ------- | ----- | ---- | ------ | ------------- |
|                        | Parti du centre (Kesk)                   | 70 573  | 32,54 | 6,84 | 6      | 1             |
|                        | Parti des Finlandais (PS)                | 42 696  | 19,69 | 2,04 | 3      | en stagnation |
|                        | Parti social-démocrate de Finlande (SDP) | 34 629  | 15,97 | 5,58 | 2      | 2             |
|                        | Parti de la coalition nationale (Kok)    | 24 980  | 11,52 | 2,53 | 2      | en stagnation |
|                        | Ligue verte (Vihr)                       | 14 599  | 6,73  | 1,27 | 1      | 1             |
|                        | Chrétiens-démocrates (KD)                | 13 578  | 6,26  | 2,77 | 1      | 1             |
|                        | Alliance de gauche (Vas)                 | 12 750  | 5,88  | 0,87 | 1      | en stagnation |
|                        | Parti pirate (PP)                        | 1 269   | 0,59  | 0,45 | 0      | en stagnation |
|                        | Autres                                   | 1 806   | 0,83  | -    | 0      | -             |
|                        |                                          |         |       |      |        |               |
| Votes valides          | Votes valides                            | 216 880 | 99,50 |      |        |               |
| Votes invalides        | Votes invalides                          | 1 097   | 0,50  |      |        |               |
| Total                  | Total                                    | 217 977 | 100   | -    | 16     | 1             |
| Abstentions            | Abstentions                              | 124 694 | 36,39 |      |        |               |
| Inscrits/Participation | Inscrits/Participation                   | 342 671 | 63,61 |      |        |               |

#### 2011
En 2011, la circonscription n'existait pas encore. Sont présentés ici les résultats pour les circonscriptions qui constituent maintenant celle de Savonie-Carélie, et ci-dessous une redistribution des votes, pourcentages et sièges.
|       | Parti du centre (Kesk)                   | 56 175  | 25,70 | 5  |  |  |
|       | Vrais Finlandais (PS)                    | 47 490  | 21,73 | 3  |  |  |
|       | Parti social-démocrate de Finlande (SDP) | 47 101  | 21,55 | 4  |  |  |
|       | Parti de la coalition nationale (Kok)    | 30 711  | 14,05 | 2  |  |  |
|       | Alliance de gauche (Vas)                 | 14 748  | 6,75  | 1  |  |  |
|       | Ligue verte (Vihr)                       | 11 927  | 5,46  | 0  |  |  |
|       | Chrétiens-démocrates (KD)                | 7 621   | 3,49  | 0  |  |  |
|       | Parti pirate (PP)                        | 306     | 0,14  | 0  |  |  |
|       | Autres                                   | 2 671   | 1,22  | 0  |  |  |
|       | Indépendants                             | 214     | 0,10  | 0  |  |  |
|       |                                          |         |       |    |  |  |
| Total | Total                                    | 218 554 | 100   | 15 |  |  |

| Parti                  | Parti                                    | Votes   | %     | +/-   | Sièges | +/-           |
| ---------------------- | ---------------------------------------- | ------- | ----- | ----- | ------ | ------------- |
|                        | Parti du centre (Kesk)                   | 33 362  | 25,40 | 10,44 | 3      | 1             |
|                        | Vrais Finlandais (PS)                    | 27 327  | 20,80 | 17,39 | 2      | 1             |
|                        | Parti social-démocrate de Finlande (SDP) | 24 080  | 18,33 | 1,13  | 2      | en stagnation |
|                        | Parti de la coalition nationale (Kok)    | 21 561  | 16,41 | 0,64  | 1      | en stagnation |
|                        | Alliance de gauche (Vas)                 | 11 092  | 8,44  | 2,76  | 1      | en stagnation |
|                        | Ligue verte (Vihr)                       | 7 206   | 5,49  | 1,50  | 0      | en stagnation |
|                        | Chrétiens-démocrates (KD)                | 5 140   | 3,91  | 4,20  | 0      | 1             |
|                        | Autres                                   | 1 601   | 1,22  | -     | 0      | -             |
|                        | Indépendants                             | 104     | 0,08  | -     | 0      | -             |
|                        |                                          |         |       |       |        |               |
| Votes valides          | Votes valides                            | 131 369 | 99,56 |       |        |               |
| Votes invalides        | Votes invalides                          | 585     | 0,44  |       |        |               |
| Total                  | Total                                    | 131 954 | 100   | -     | 9      | 1             |
| Abstentions            | Abstentions                              | 72 805  | 35,56 |       |        |               |
| Inscrits/Participation | Inscrits/Participation                   | 204 759 | 64,44 |       |        |               |

| Parti                  | Parti                                    | Votes   | %     | +/-   | Sièges | +/-           |
| ---------------------- | ---------------------------------------- | ------- | ----- | ----- | ------ | ------------- |
|                        | Parti social-démocrate de Finlande (SDP) | 23 021  | 26,40 | 5,21  | 2      | en stagnation |
|                        | Parti du centre (Kesk)                   | 22 813  | 26,17 | 9,48  | 2      | 1             |
|                        | Vrais Finlandais (PS)                    | 20 163  | 23,13 | 20,28 | 1      | 1             |
|                        | Parti de la coalition nationale (Kok)    | 9 150   | 10,49 | 1,29  | 1      | en stagnation |
|                        | Ligue verte (Vihr)                       | 4 721   | 5,41  | 6,27  | 0      | en stagnation |
|                        | Alliance de gauche (Vas)                 | 3 656   | 4,19  | 1,65  | 0      | en stagnation |
|                        | Chrétiens-démocrates (KD)                | 2 481   | 2,85  | 0,17  | 0      | en stagnation |
|                        | Autres                                   | 1 070   | 1,23  | -     | 0      | -             |
|                        | Indépendants                             | 110     | 0,13  | -     | 0      | -             |
|                        |                                          |         |       |       |        |               |
| Votes valides          | Votes valides                            | 87 185  | 99,49 |       |        |               |
| Votes invalides        | Votes invalides                          | 449     | 0,51  |       |        |               |
| Total                  | Total                                    | 87 634  | 100   | -     | 6      | en stagnation |
| Abstentions            | Abstentions                              | 49 264  | 35,99 |       |        |               |
| Inscrits/Participation | Inscrits/Participation                   | 136 898 | 64,01 |       |        |               |

## Députés 2023-2027
- Sanna Antikainen (PS)
- Markku Eestilä (Kok.)
- Seppo Eskelinen (SDP)
- Sari Essayah (KD)
- Hannu Hoskonen (Kesk.)
- Hanna Huttunen (Kesk.)
- Marko Kilpi (Kok.)
- Laura Meriluoto (Vas.)
- Krista Mikkonen (Vihr.)
- Karoliina Partanen (Kok.)
- Minna Reijonen (PS)
- Markku Siponen (Kesk.)
- Timo Suhonen (SDP)
- Timo Vornanen (PS)
- Tuula Väätäinen (SDP)

## Anciens députés
- Hannakaisa Heikkinen (Kesk.) (2015–2023)
- Elsi Katainen (Kesk.) (2015–2018)
- Kimmo Kivelä (PS, Sin.) (2015–2019)
- Kari Kulmala (PS, Sin.) (2015–2019)
- Seppo Kääriäinen (Kesk.) (2015–2019)
- Riitta Myller (SDP) (2015–2019)
- Merja Mäkisalo-Ropponen (SDP) (2015–2023)
- Pentti Oinonen (PS, Sin.) (2015–2019)
- Sari Raassina (Kok.) (2015–2019)
- Eero Reijonen (Kesk.) (2018–2019)
- Markku Rossi (Kesk.) (2015–2019)
- Matti Semi (Vas.) (2015–2023)
- Anu Vehviläinen (Kesk.) (2015–2023)
- Jussi Wihonen (PS) (2019–2023)